# Tipula (Vestiplex) tacomicola
Tipula (Vestiplex) tacomicola is een tweevleugelige uit de familie langpootmuggen (Tipulidae). De soort komt voor in het Nearctisch gebied.